# 中西學
中西 學（なかにし まなぶ、1959年10月19日 - ）は、日本の現代美術家。
1980年代には、発泡スチロールに彩色を施した巨大なオブジェが注目を集めた。1985年に製作した「THE ROCKIN' BAND: The Guitar Man」は、2018年11月3日から2019年1月20日に国立国際美術館で開催された「ニュー・ウェイブ 現代美術の80年代」展で入口に展示された。

## 経歴
- 1959年（昭和34年） - 大阪府生まれ
- 1982年（昭和57年） - 大阪芸術大学美術学科絵画専攻を卒業
- 1990年（平成2年） - 第7回咲くやこの花賞美術部門を受賞

## 作品
- 「THE ROCKIN' BAND: The Guitar Man」（1985年製作）
- 「アモルファス」
- 「ボイド」